# فرانک جوسترا
فرانک جوسترا (انگلیسی: Frank Giustra؛ زادهٔ اوت ۱۹۵۷) بازرگان، سرمایه‌گذار کشف معدن، انسان‌دوست و تهیه‌کننده فیلم اهل کانادا است. وی بیان‌گذار شرکت لاینزگیت است و ثروتش در حدود ۱ میلیارد دلار تخمین زده می‌شود.
از فیلم‌هایی که وی در آن‌ها نقش داشته‌است، می‌توان به روانی آمریکایی، رنج، خدایان و هیولاها، دگما، تصادف، فارنهایت ۹/۱۱ و بازآیند اشاره نمود.